# Маковці
Маковці (хорв. Makovci) — населений пункт у Хорватії, в Істрійській жупанії у складі громади Грожнян.

## Населення
Населення за даними перепису 2011 року становило 107 осіб.
Динаміка чисельності населення поселення:

## Клімат
Середня річна температура становить 12,23 °C, середня максимальна – 25,77 °C, а середня мінімальна – -1,94 °C. Середня річна кількість опадів – 1163 мм.
| Клімат поселення                              | Клімат поселення | Клімат поселення | Клімат поселення | Клімат поселення | Клімат поселення | Клімат поселення | Клімат поселення | Клімат поселення | Клімат поселення | Клімат поселення | Клімат поселення | Клімат поселення | Клімат поселення |
| Показник                                      | Січ.             | Лют.             | Бер.             | Квіт.            | Трав.            | Черв.            | Лип.             | Серп.            | Вер.             | Жовт.            | Лист.            | Груд.            |                  |
| Середній максимум, °C                         | 9,24             | 9,95             | 12,93            | 16,48            | 21,20            | 25,01            | 25,77            | 25,44            | 21,02            | 16,56            | 11,61            | 8,62             |                  |
| Середня температура, °C                       | 3,66             | 4,35             | 7,34             | 10,89            | 15,59            | 19,41            | 21,86            | 21,53            | 17,10            | 12,65            | 7,68             | 4,70             |                  |
| Середній мінімум, °C                          | −1,94            | −1,24            | 1,75             | 5,30             | 10,01            | 13,82            | 17,93            | 17,60            | 13,17            | 8,72             | 3,76             | 0,76             |                  |
| Норма опадів, мм                              | 83               | 65               | 85               | 96               | 92               | 103              | 72               | 98               | 106              | 127              | 129              | 107              |                  |
| Середньомісячна швидкість вітру, м/с          | 1.95             | 2.23             | 2.37             | 2.39             | 2.17             | 2.08             | 2.03             | 1.98             | 1.97             | 2.16             | 2.18             | 2.10             |                  |
| Середньомісячна сонячна радіація, кДж/м²·день | 4473             | 7432             | 10635            | 14967            | 18932            | 20824            | 21710            | 18578            | 13844            | 8934             | 4884             | 3756             |                  |
| --------------------------------------------- | ---------------- | ---------------- | ---------------- | ---------------- | ---------------- | ---------------- | ---------------- | ---------------- | ---------------- | ---------------- | ---------------- | ---------------- | ---------------- |
| Джерело:                                      |                  |                  |                  |                  |                  |                  |                  |                  |                  |                  |                  |                  |                  |